# Food court

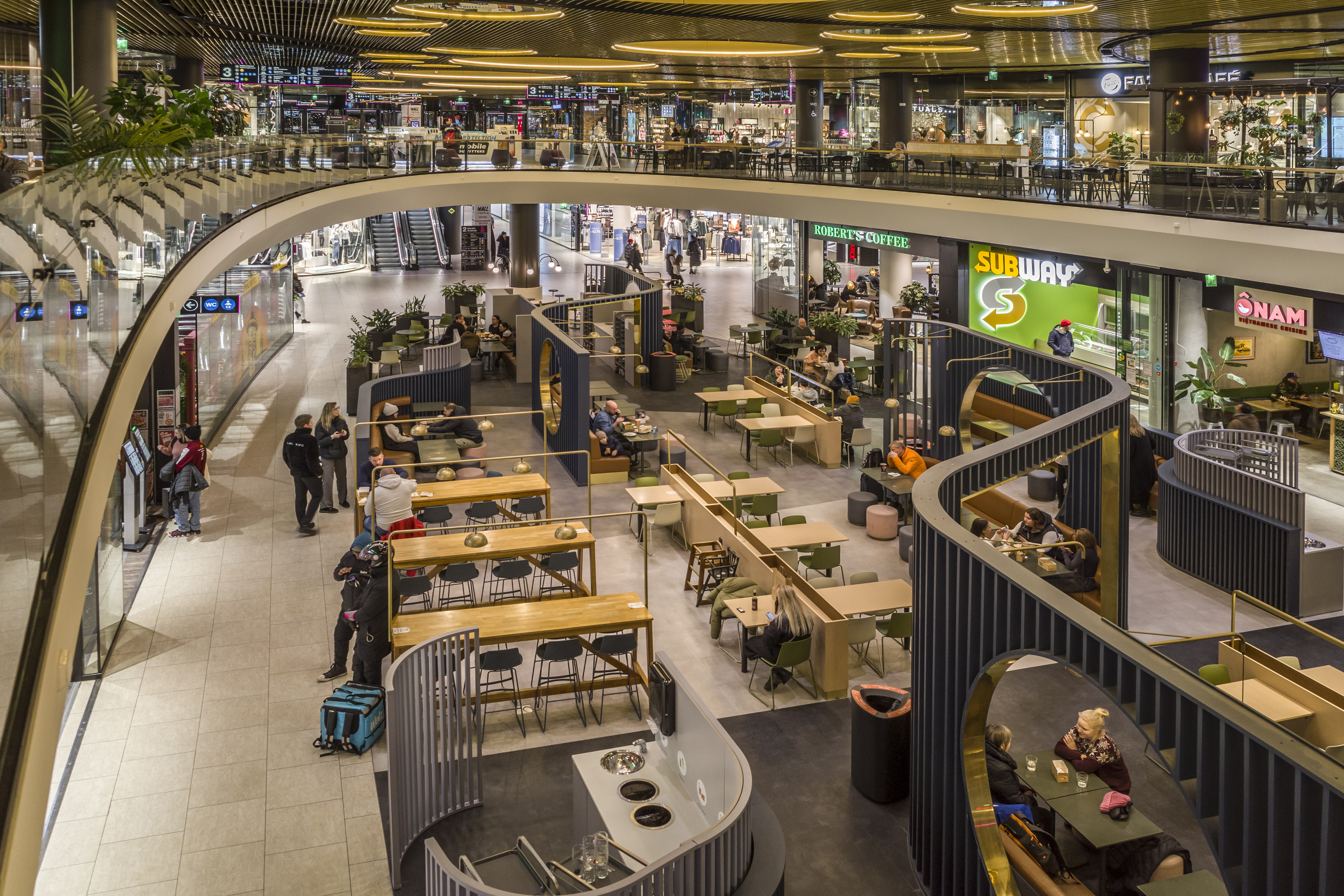
En Food court i Mall of Tripla

Food court eller mattorg är en plats, vanligen i ett köpcentrum eller en galleria, avsedd för restauranger och förtäring. I en food court kan flera restauranger inneha gemensam lokal och ofta även gemensamma serveringsplatser. Detta ger fördelar såsom att restaurangerna tar mindre plats i lokalen samt att gästerna ofta kan välja mat från olika restauranger och ändå sitta vid samma bord.